# Хара-Ус-Нур (національний парк)
Хара-Ус-Нур — національний парк у Західній Монголії, загальна площа 850 272 тис. га. Парк створено у 1997 році за рекомендацією WWF з метою збереження унікальних природних комплексів озер безстічних басейнів Хара-Ус-Нур.

## Опис
Національний парк розташовано на відстані 45 кілометрів на південний схід від центру аймаку Ховд. Його географічні координати знаходяться між 47.23' … 48.24' с.ш. и 91.54' … 93.37' сх.д. Центральною частиною національного парку є озера Хара-Ус-Нур, Хара-Нур та Дурген. Також у національний парк входить річка Хоно-Хорай, монгольська частина Алтаю, східні схили Жєзгалант Хаірхант.
З загальної площі 638.357 тис. га використовується для сільського господарства, 211.267 тис. га припадає на озера та 0.526 тис. га — на річки. В національний парк включено басейни річок Баянгол, Зерег, Нариїн, Аргалант. Найбільша частина території національного парку розташована в Чандмонському сомоні. Територія парку включає гори Яргалант Хайрант де є всі зони вертикальної поясності. Найвища точка парку гора Іх Бурал — 3688 метрів.

## Гідрографія
До складу національного парку входить ряд озер, серед них озеро Хара-Ус-Нур, яке має площу 18,99 тис. га. Є другим за величиною через озер пустель. На озері є 20 островів, найбільший з яких Агваш має площу 4 тис. га. Зараз озеро сильно обміліло, а його невелика глибина сприяє розвитку водно-болотної рослинності. Хара-Ус означає «чорна вода». Озеро Хара-Нур або Чорне озеро — прісноводне озеро на заході Улоговини великих озер в Монголії. Площа 5748 тис. га.
Озеро Дургон розташовано на південь від озера Хара Нур, його площа 3,05 тис.га.

## Клімат
Клімат національного парку різко континентальний. Оскільки територія оточена гірськими хребтами, повітря холодне зимою та гарячий сухий влітку тут затримується на тривалий термін. Максимальна температура в липні +35,8С, мінімальна в січні −69,3С. Середня температура липня +20,9С, січня ≈23,1С, середня річна −1,5С. Максимальна температура ґрунту в липні +58,5С, а мінімальна в січні −1,7С.
Річна кількість опадів 112 мм, у посушливі роки зменшується до 90-100 мм, при цьому основна частина опадів випадає влітку, трапляються навіть зливи з градом. Однак короткотермінові зливи не здатні розмочити сухий ґрунт. Взимку сніжний покрив складає не більше 2-3 см.
Територія належить до області високого тиску. У листопаді-січні тиск повітря досягає 865 мм / рт.ст, влітку трохи менше — 854 мм / рт.ст. Середня швидкість вітру 1.7 м / сек, навесні швидкість вітру досягає 34 м / сек. Пилові бурі тривають 2-2.5 дня. Переважаючі напрямки вітру північно-західний і південно-східний. Сонячне сяйво 2794 години на рік.

## Флора
Територія національного парку охоплює практично всі ландшафти басейну Великих озер, створюючи передумови для великого біорізноманіття. З 554 видів рослин, що зустрічаються в басейні Великих озер, 457 видів з 234 родів і 51 родин зустрічається на території національного парку, в тому числі 90 лікарських; 15 видів включені в Червону книгу Монголії, з них 9 видів ендеміки, а 18 видів дуже рідкісні рослини.
Постійно зростаюча кількість домашньої худоби призводить до перевипасання і руйнування рослинного покриву, крім того, деякі рослини (цибуля алтайська) зникають з причини її надмірного збору як харчової рослини.

## Фауна
Озера багаті рибою, живе багато рідкісних тварин та птахів: монгольська саксаульна сойка, монгольський фазан, червонодзьоба чернь, баклан, крижень, гуска мала, тетерук, куріпка, мартинів та інші. Тут зустрічається 46 видів ссавців, з яких 10 включено у Червону книгу Монголії (1997), три дуже рідкісних види (барс сніговий, монгольська сайга, середньоазійський бобер) та 6 рідкісних видів. Тут зареєстровано 220 видів птахів з 35 родів та 17 родин, головним чином водоплавних та болотних, з них 123 види гніздяться, 49 живуть весь рік, 4 надзвичайно рідкісні, 9 занесені в Червону книгу Монголії, у тому числі 2 ендемічних. У водоймах зустрічається 5 видів риб, зустрічається 5 видів плазунів та 391 вид комах.
На межі зникнення перебувають: пелікан, дзьоб якого високо ціниться серед скотарів та використовується для очистки коней від поту. Свиня дика, яку знищують на м'ясо і як народні ліки. Сибірський козел, архар (аргалі), кабарга, сарна та інші непарнокопитні, які змушені конкурувати за корм із домашньою худобою.

## Значення
Область улоговини Великих озер є однією з територій, що мають міжнародне значення. Ця територія включена в список Рамсарської конвенції з водно-болотних угідь. Депресія озера Хар Ус одна з багатьох в улоговині Великих озер, таких як Уве, Харгас, Шарги, утворених проникненням Алтайських і Хангайскіх гір в улоговину Великих озер. Хребет Яргалант (Jargalant) займає більшу частину улоговини, створюючи умови для різноманітності ландшафтів.